# RAR
RAR (een afkorting van Roshal ARchive) is een algoritme voor datacompressie, bekend van WinRAR. Het woord RAR is afkomstig van de makers van de software: Rarlab uit Duitsland. Naast WinRAR, dat enkel voor Windows is ontwikkeld, bestaan er ook programma's die RAR-bestanden kunnen uitpakken onder Linux, BSD, MS-DOS en OS X.
Het bestandsformaat is bedacht door Eugene Roshal, de maker van WinRAR.

## Eigenschappen
RAR verving het bestandsformaat ARJ, onder meer omdat RAR een betere datacompressietechniek bood. Volgende eigenschappen maakten RAR uniek:
- RAR kon als een van de eerste een zogenaamd solide archief aanmaken, waarbij alle losse bestanden in het archief als een datablok worden gezien. Dit geeft een aanzienlijk betere compressie bij archieven met veel kleine bestanden of bij archieven met bestanden die veel op elkaar lijken. De huidige generaties compressieprogramma's ondersteunen dat nu als standaard. Wel kostte het aanzienlijk meer tijd om nieuwe bestanden aan een bestaand archief toe te voegen, omdat het hele datablok opnieuw geanalyseerd moest worden voor optimale compressie.
- RAR kan toegevoegde bestanden als nieuwe versie opslaan, bij het uitpakken kan dan gekozen worden welke versie gebruikt moet worden. Als twee versies nagenoeg gelijk zijn, kost dit nauwelijks extra ruimte in het archief.
- RAR heeft een optie voor compressie van media, voornamelijk audio.
- RAR-bestanden kunnen in een ander bestandstype worden gevoegd (embedding), omdat RAR alles voor de RAR-header negeert. Hiermee kan een RAR-bestand bijvoorbeeld verstopt worden in een JPEG-bestand. Dit kan met een DOS/Windows commandline: copy /b image1.jpg+something.rar image2.jpg.

## Ondersteuning
RAR wordt onder meer ondersteund door de software 7-Zip, Ark en WinRAR.